# Jennette McCurdy
Jennette Michelle Faye McCurdy (Garden Grove, 26 juni 1992) is een Amerikaanse VODcaster, schrijfster en voormalig regisseuse, (stem)actrice, zangeres en songwriter. Ze was als actrice te zien in televisieseries als Malcolm in the Middle, Zoey 101, Will & Grace, Strong Medicine, Law & Order: Special Victims Unit, Judging Amy, True Jackson, VP, iCarly en Sam & Cat

## Biografie
McCurdy heeft drie oudere broers. McCurdy begon met acteren en zingen toen ze zes jaar oud was. In 2021 vertelde ze te gast in de podcast The Iced Coffee Hour dat ze vanaf jongs af aan heel financieel bewust was en begon met acteren om haar familie te onderhouden die het financieel moeilijk had. 

## Carrière
Haar eerste rolletjes speelde ze al in 1998, maar ze brak pas echt door in 2000 in MADtv op achtjarige leeftijd. Vanaf dat moment kreeg ze rollen aangeboden in onder andere CSI: Crime Scene Investigation, Malcolm in the Middle, Lincoln Heights, Will & Grace, Zoey 101 en True Jackson, VP. In 2003 speelde ze in de film Hollywood Homicide. In 2005 werd ze genomineerd voor een Young Artist Award voor haar gastoptreden in Strong Medicine.
Vanaf 2007 speelde ze in de Nickelodeon-serie iCarly, als de beste vriendin van Carly Shay (Miranda Cosgrove), Sam Puckett. In 2008 werd ze genomineerd voor een Young Artist Award voor haar werk in iCarly en voor haar optreden als Dory Sorenson in de televisiefilm The Last Day of Summer. Vanaf 2013 speelde ze in een spin-off van iCarly en Victorious: Sam & Cat. Hierin woont Sam Pucket samen met Cat Valentine (Ariana Grande) en samen starten ze een babysitters-service. Sam & Cat stopte op 17 juli 2014 en daarmee eindigde Jennette's carrière op Nickelodeon.
Tussen 2015 en 2016 speelde ze in de Netflix Original-serie Between als Wiley Day.
In 2020 werd bekendgemaakt dat er een reboot komt van iCarly, maar Jennette werd niet genoemd in de lijst van acteurs die terugkeren, in haar podcast reageerde ze waarom ze niet meedoet in de reboot en werd ook duidelijk dat de Jennette haar carrière als actrice en zangeres in 2018 al definitief beëindigd heeft.
In 2022 schreef McCurdy I'm Glad My Mom Died: een openhartige autobiografie waarin ze schrijft over haar leven tot dan toe: met name over haar opvoeding, ervaringen als kind-ster en haar persoonlijke groei als adolescent. Ze deelt verhalen over haar eetstoornis, alcoholverslaving, prestatiedrang tegenover haar moeder en grensoverschrijdend gedrag bij Nickelodeon.

## Muziek
In juni 2008 vertelde McCurdy op haar website dat ze was begonnen met het opnemen van een muziekalbum, dat verwacht werd op 30 juni 2009 onder het label van Your Tyme Records. Dit album is echter nooit uitgekomen, maar enkele dagen ervoor op haar zeventiende verjaardag heeft ze wel een contract getekend bij het muzieklabel Capitol Records Nashville.
Haar eerste single, So Close, werd uitgegeven op iTunes op 10 maart 2009. Het nummer behaalde de zestiende plaats in de iTunes countrylijst en de 53ste plaats in de iTunes poplijst. Deze en haar volgende single zijn onder het Your Tymes muzieklabel uitgegeven. Haar tweede single, Homeless Heart, werd uitgegeven op 19 mei 2009 en was een cover van het gelijknamige nummer van Amanda Stott. Binnen een week stond het nummer op plaats 43 in de iTunes countrylijst. Het nummer is gezongen voor Cody Waters, een op 14 maart 2009 overleden vriend van McCurdy. Van de verkoop ging 20% naar de Cody Waters Foundation.
Haar eerste album, Not That Far Away EP, kwam uit op 17 augustus 2010 en behaalde de vierde plaats in de iTunes countrylijst. Het gelijknamige lied, Not That Far Away, werd beschouwd als haar volgende single nadat deze een stemming won op 16 april 2010, op de countryradio te horen was vanaf 24 mei 2010 en als download beschikaar kwam op iTunes op 1 juni 2010. De muziekvideo was 3 maanden later beschikbaar via iTunes (enkel in de Verenigde Staten).
Haar derde single, Generation Love, werd uitgegeven op 11 maart 2011. De muziekvideo van dit nummer behaalde de tweede plaats in de iTunes countrylijst. Dit nummer is evenals haar eerste album onder het Capitol Records Nashville muzieklabel uitgegeven.
Haar nieuwste album, Jennette McCurdy, is uitgekomen op 26 januari 2012 in de Justice Stores op cd. De download via iTunes is uitgekomen op 1 juni 2012.

## Liefdadigheid
Jennette McCurdy helpt verschillende vrijwilligersprogramma's, waaronder de Invisible Children Inc groep, de Starlight Children's Foundation en de St. Jude kinderziekenhuizen.

## Filmografie

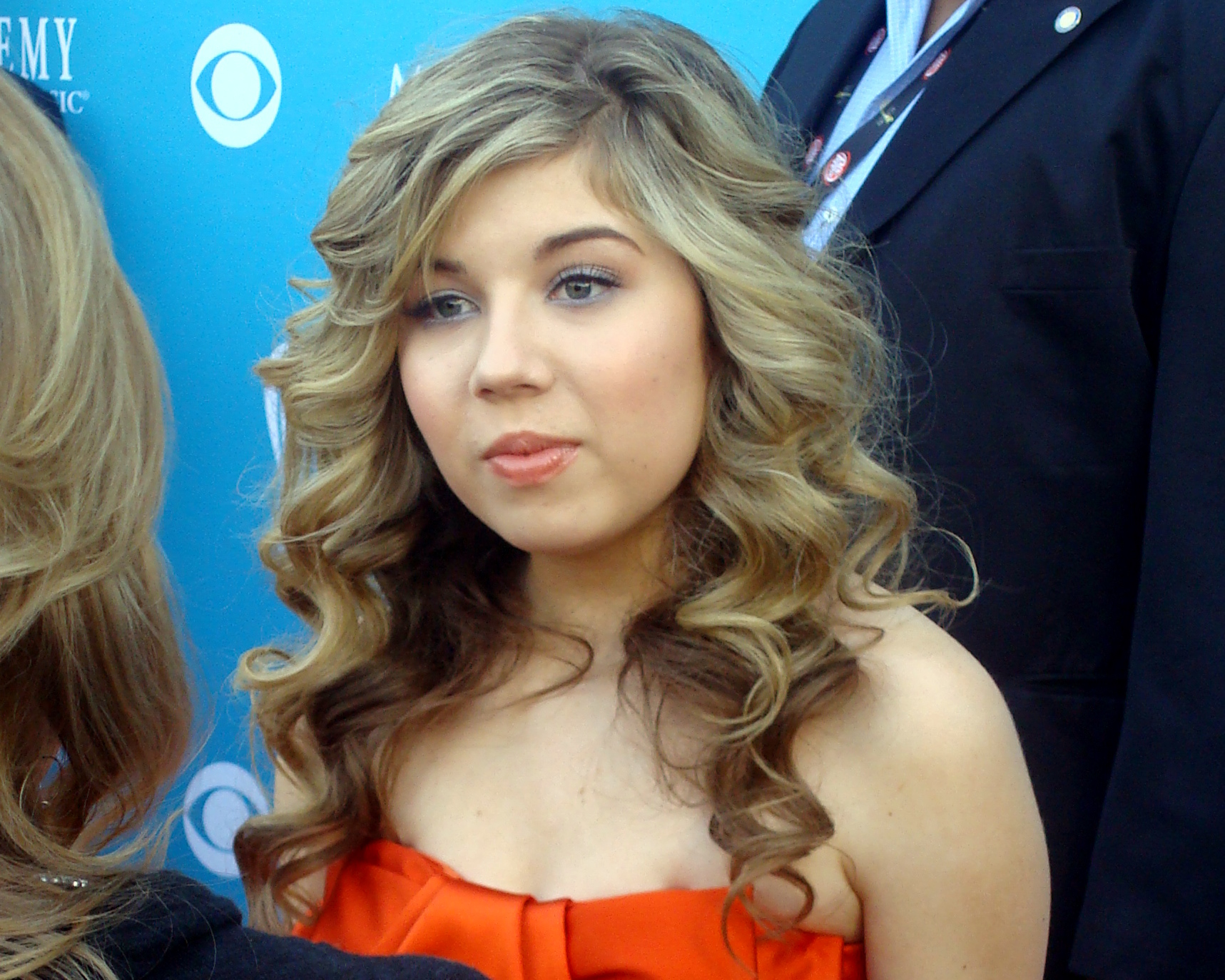
Jennette McCurdy in 2010 tijdens een interview door Allison DeMarcus

## Discografie

### Singles
| Jaar | Single                  | Formaat        |
| ---- | ----------------------- | -------------- |
| 2009 | So Close Homeless Heart | Muziekdownload |
| 2011 | Generation Love         | Muziekdownload |

### Albums
| Jaar | Album                          | Songs                                                                                | Formaat            |
| ---- | ------------------------------ | ------------------------------------------------------------------------------------ | ------------------ |
| 2010 | Not That Far Away EP(ep)       | Not That Far Away Stronger Break Your Heart Me With You Put Your Arms Around Someone | Muziekdownload     |
| 2012 | Jennette McCurdy (studioalbum) | -                                                                                    | Muziekdownload, cd |